# Cordillera de Lípez

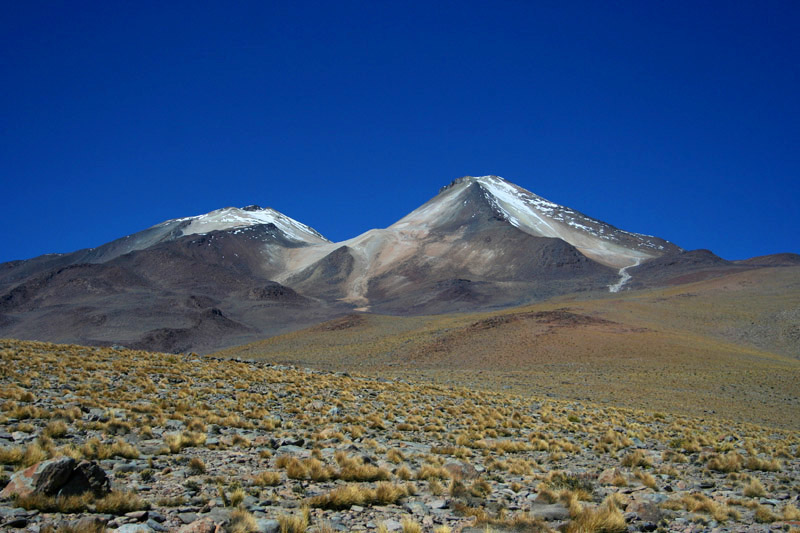
Vista del volcán Uturuncu.

La cordillera de Lípez es una serie de montañas localizadas en la zona austral del departamento de Potosí, Bolivia y el norte de Argentina. Es una sección de la cordillera de los Andes. La cordillera cubre una superficie de 23 404 km² en una dirección noreste-sudoeste, entre los paralelos 22 y 23 grados, ayudando a formar la frontera entre Bolivia y Argentina. Así la Cordillera de Lípez es una sección transversal de los Andes. Entre la cordillera Oriental y la cordillera Occidental, creando el límite meridional del Altiplano boliviano. El pico más alto de la cordillera es el Uturuncu con 6008 m s. n. m. Otros picos de interés son el Cerro Lípez (5929 m s. n. m.), a veces confundido con en Nuevo Mundo, el Soniquera con 5899 m s. n. m. (deletreado mal a veces como Soreguera) y el Cerro Tinte con 5849 m s. n. m., el cual está entre la frontera boliviano-argentina. A pesar de las altas elevaciones no hay actividad actual de glaciares en la cordillera sino apenas algunos campos semipermanentes de nieve.